# Солдат

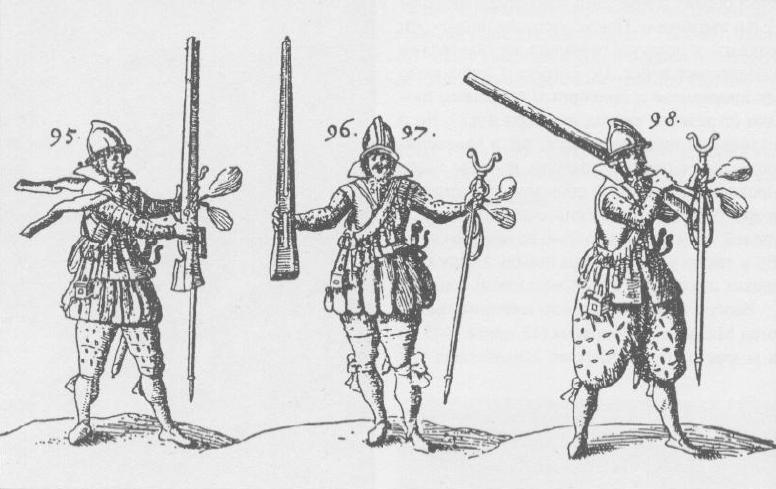
Ратные люди солдатского строя, из Учение и хитрость ратного строения пехотных людей.

Солда́т (от итал. Soldare, soldato — нанимать, платить жалование от лат. Soldus, Solidus — солид) — слово, имеющее несколько значений:
1. первичное, младшее, нижнее, воинское звание, рядовой в армиях многих государств; категория военнослужащих и военнообязанных в Вооружённых Силах ряда государств;
2. в широком смысле — военный человек в разных званиях опытный в военном деле; обладающий воинскими качествами.
3. в переносном смысле — участник какой-либо организации или общественного движения, посвятивший себя служению их целям и задачам (например, солдат революции)[2].

Ранее, в средневековье, солдаты — наёмники различных родов оружия, в различных государствах.
Солдаты:
1. состав военнослужащих в воинских званиях рядовой и ефрейтор в Вооружённых Силах СССР[3];
2. состав военнослужащих в воинских званиях рядовой и ефрейтор в ВС Российской Федерации[4].

## История

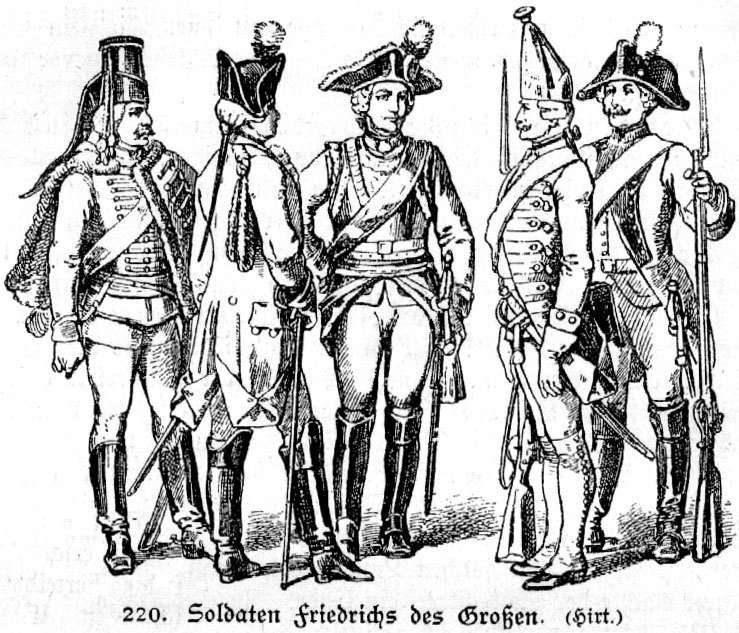
Солдаты (наёмники) Фридриха Великого. Слева направо: гусар, драгун, кирасир, гренадер и мушкетёр. Рисунок из книги 1896 г. «Портреты истории»

Впервые название солдат появилось около 1250 года в Италии, где так называли воинов-наёмников, получавших жалование за военную службу. Слово происходит от названия мелкой разменной монеты сольдо. Термин подчёркивал низкую стоимость наёмного воина и столь же низкую ценность его жизни.

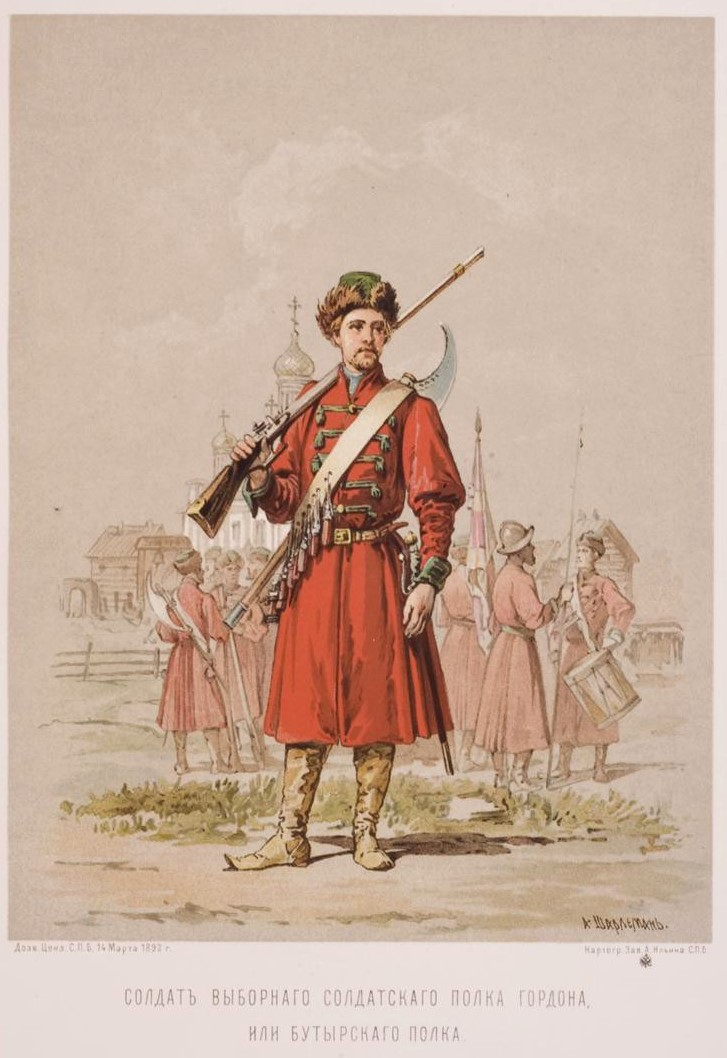
Солдат 2-го Московского выборного полка (Бутырского полка).

В России оно получило распространение с 1630-х годах в полках «нового строя» (Войска «Нового строя») (с заимствованием западных войсковых порядков наёмные полки, учреждённые при Михаиле Фёдоровиче и Алексее Михайловиче по иностранному образцу с иностранными офицерами, были названы солдатскими (пехота)).
В историческом труде «История русской армии и флота» Андрей Георгиевич Елчанинов писал что московское правительство сознало необходимость войск, обученных европейскому строю, и к 1630 году государева грамота к некоторым городам зовет в Москву желающих мелкоместных детей боярских обучаться ратному делу у немецких полковников Александра Лесли и Франца Пецнера, и предполагали создать два полка пехоты, обученные европейскому строю, каждый в 1 000 человек личного состава.
В Русском войске, в 1632 году, были сформированы четыре солдатских пехотных и один рейтарский полки, в составе до 9 500 человек, из которых до 6 500 русских солдат и только 3 000 — иноземных учителей.
В 1633 году были сформированы ещё два солдатских полка, на прежних основаниях (наём, жалование и так далее), но под Смоленском они ничего из себя не дали, и даже неурядицы в них привели к их роспуску, и к прекращению опытов подобного рода, но всё же первые солдатские полки оказали свое влияние на военное строительство на Руси.

«Имя солдата просто содержит в себе всех людей, которые в войске суть, от высшего генерала даже до последнего мушкетера, конного и пешего … .»— Устав воинский Петра Великого, ПСЗ, том 5, № 3006.

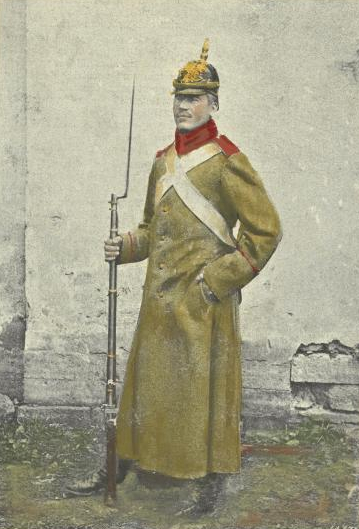
Русский солдат в шинели и пикельхельме, 1862 г.

 В России слово «солдат» в значении «нижний чин», а не наёмный пехотинец, то есть безотносительно к роду оружия, вошло в употребление только в эпоху Екатерины II.
После 1917 года слово «солдат» употреблялось и в РККА, когда оно вышло из употребления, в официальных документах, точно не известно, и до 1945 года в ВС СССР солдаты назывались военнослужащими рядового состава или красноармейцами (бойцами).
В ВС СССР категория солдат введена в июле 1946 года. В запасе называется солдат запаса (солдаты запаса).

… солдат по призыву (получающий 2 тысячи рублей в месяц) обходится государству примерно в 250 — 300 тысяч рублей в год. Тут вам и обмундирование, и кормежка, и свет, тепло в казарме, и ещё много чего, что требует денег. ...— Евгений Бурдинский, генерал-лейтенант, Начальник Главного организационно-мобилизационного управления Генштаба
Солдат по-польски — «жолнеж» (пол. żołnierz), по-белорусски — «жаўнер» (из нем. Söldner «наёмник», по денежной единице «солид» или «сольдо»).

## Солдатский полк
В Русском государстве солдатский полк (полк солдатского строя) — пехотный полк «нового строя», первоначально формировавшийся по образцу западноевропейской пехоты того времени. Могли быть как наёмными, так и сформированными на основе воинской повинности (из «даточных людей»). Командный состав, формировавший полк и обучавший солдат, на ранних этапах состоял из наёмных специалистов из Западной Европы.

У нашего великого государя, против его государских недругов, рать собирается многая и несчётная, а строения бывает разного:
многие тысячи копейных рот устроены гусарским строем;
другие многие тысячи копейных рот устроены гусарским, конным, с огненным боем, рейтарским строем;
многие же тысячи с большими мушкетами, драгунским строем;
а иные многие тысячи солдатским строем.
...
То у нашего великого Государя ратное строение.— Описание Русского войска, данное Козимо Медичи, во Флоренции, стольником И. И. Чемодановым (посол в Венеции), в 1656 году.
.
По мере накопления опыта происходило замещение командных должностей офицерами русского происхождения, а также изменялись тактика и вооружение. Перед Нарвским походом Петра I старые солдатские полки в большом количестве были распущены и сформированы новые, которые также именовались солдатскими.

## Солдат в фольклоре
В русском фольклоре солдат является одним из самых популярных персонажей, хитростью («солдатской смекалкой») превосходя людей с более высоким социальным статусом, нечистую силу и саму смерть.

## Солдат в искусстве

### Художественный фильм
- «Баллада о солдате» — советский чёрно-белый художественный фильм 1959 г., снятый режиссёром Григорием Чухраем, рассказывающий об отпуске в 1942 г. рядового Великой Отечественной войны, успевшего, помогая случайным попутчикам, добраться домой лишь на миг, чтобы пообещать: «Я вернусь, мама!» Фильм номинировался на премию Оскар (1962), получил приз Каннского кинофестиваля как лучший фильм для молодёжи (1960) и другие кинонаграды.
- «Солдат Иван Бровкин» — советский художественный фильм 1955 г., рассказывающий о службе в Советской Армии Вооружённых сил СССР.
- «Солдаты» — советский художественный фильм 1956 г. по мотивам книги Виктора Некрасова «В окопах Сталинграда».
- «Отец солдата» — фильм киностудии «Грузия-фильм», 1964 г.
- «Солдат и слон» — художественный фильм 1977 г., снятый Дмитрием Кесаянцем на киностудии "Арменфильм".
- «Солдаты свободы» — художественный многосерийный фильм о Великой Отечественной войне, снятый режиссёром Юрием Озеровым.
- «Солдатский декамерон» — художественный фильм 2005 года.

### Телевизионный фильм
- «Солдаты» — российский телевизионный комедийный сериал о службе в вооружённых силах России, насчитывающий 557 серий.
- «Солдаты удачи» (США, 1997—1999) — телесериал о команде специального назначения, выполняющей неофициальные задания правительства США за вознаграждение. После первого сезона сериал был переименован в «Special Ops Force».

### Персонажхудожественных произведений
- Солдат Швейк — сатирический персонаж, придуманный чешским писателем Ярославом Гашеком; главный герой романа «Похождения бравого солдата Швейка». Многие похождения Швейка носят автобиографический характер.
- Василий Тёркин — литературный персонаж, главный герой поэм А. Т. Твардовского «Василий Тёркин» (1941—1945) и «Тёркин на том свете» (1954). Образ смелого, весёлого, находчивого, никогда не унывающего солдата.
- Иван Чонкин — заглавный герой романа-анекдота  Владимира Войновича «Жизнь и необычайные приключения солдата Ивана Чонкина» (1963—1969) и двух остальных книг трилогии. По словам автора, «Чонкин не идиот, он обыкновенный простодушный человек, хотя немножко смахивает и на Швейка, и на Василия Тёркина, и на сказочного русского солдата, который в огне не горит и в воде не тонет, и на Тиля Уленшпигеля. Я его не задумывал, как идиота. Просто он оказывался в идиотских ситуациях, в которых нормальный человек вполне может стать идиотом. А это наши, обычные советские ситуации»[14].

## Галерея

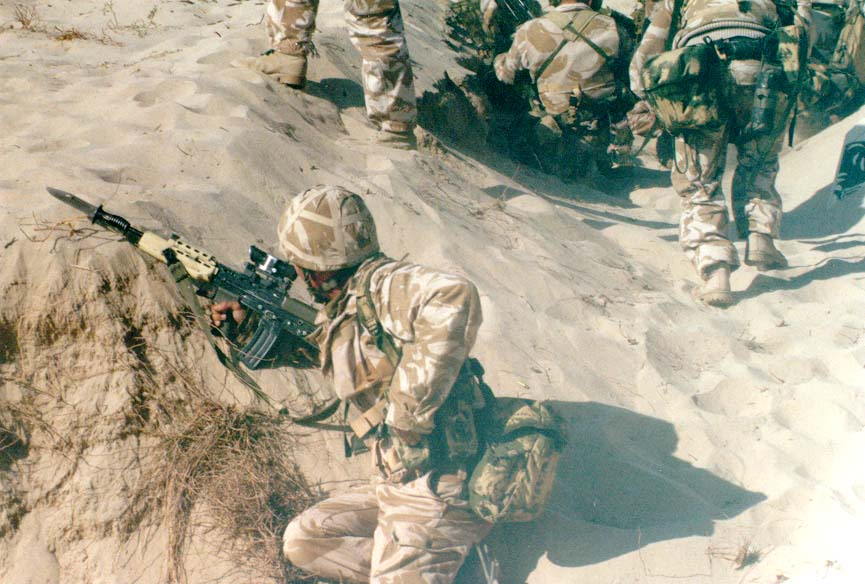
Британский солдат с L85
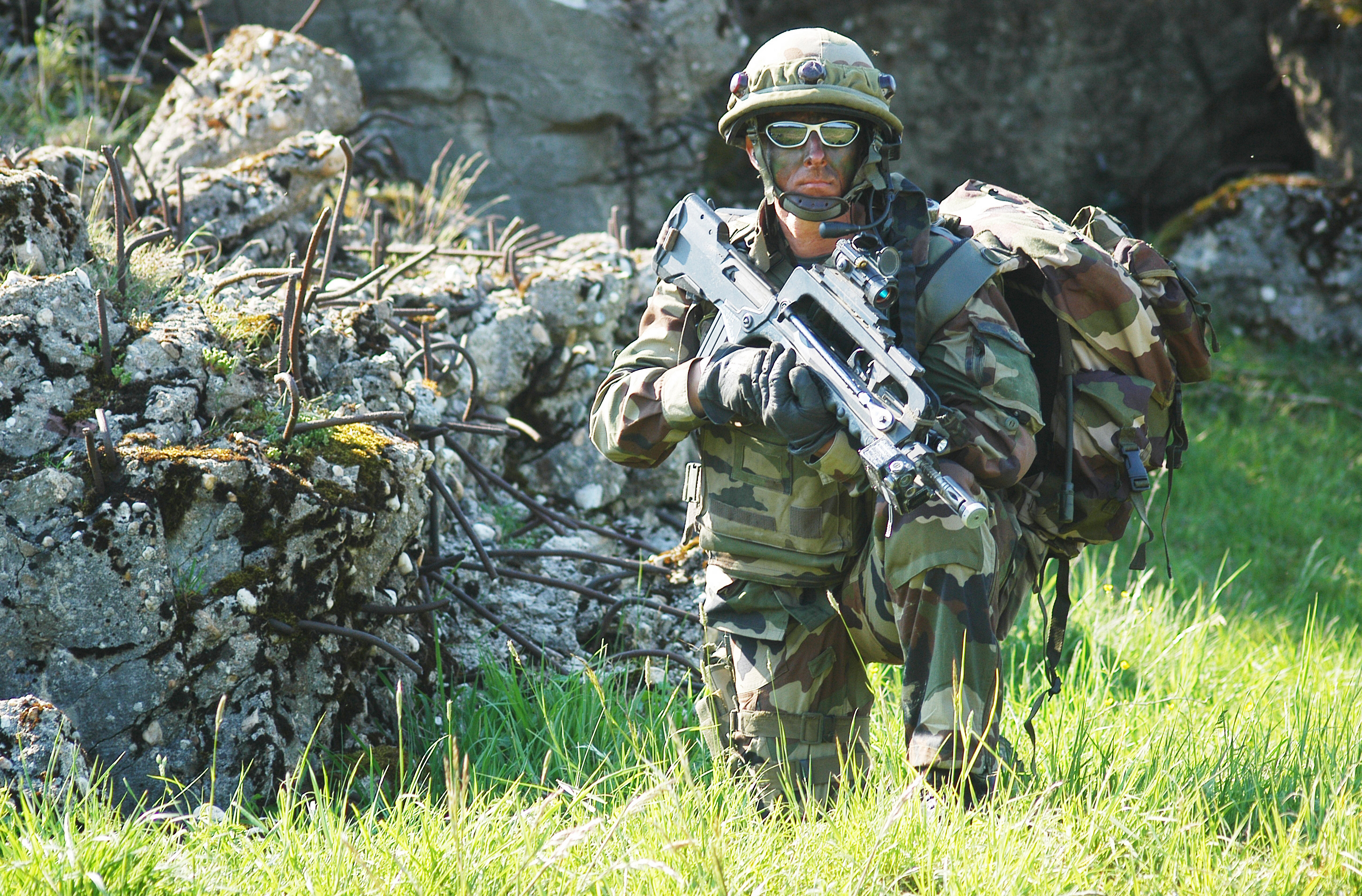
Солдат армии Франции
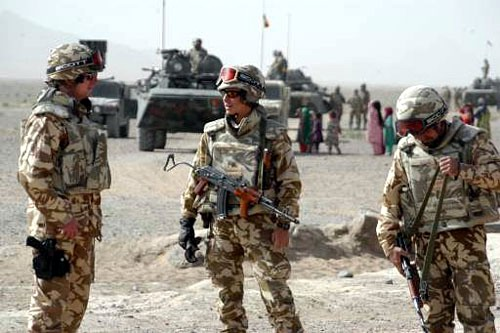
Солдаты Румынии
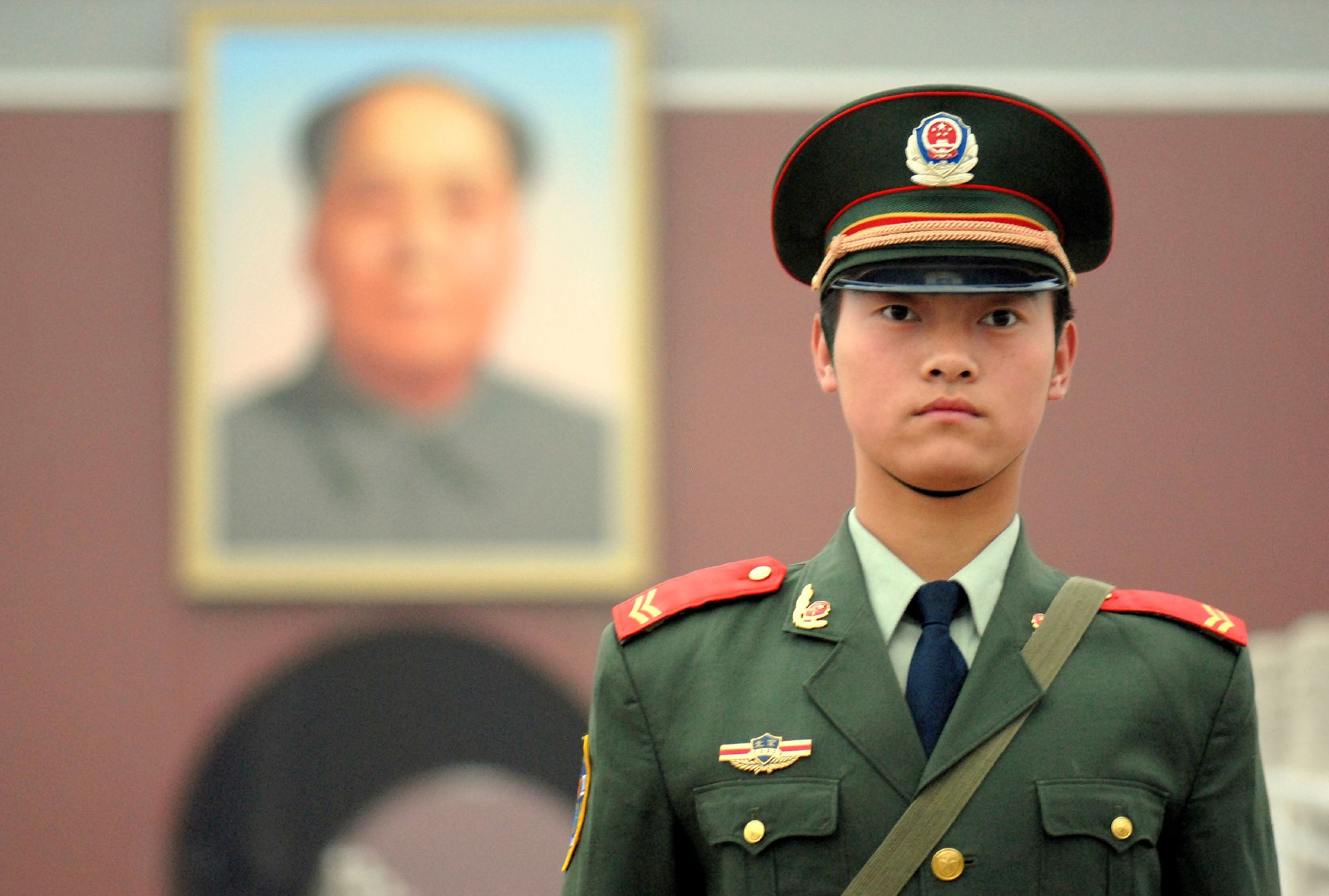
Китайский солдат (Шандэнбин) на Площади Тяньаньмэнь
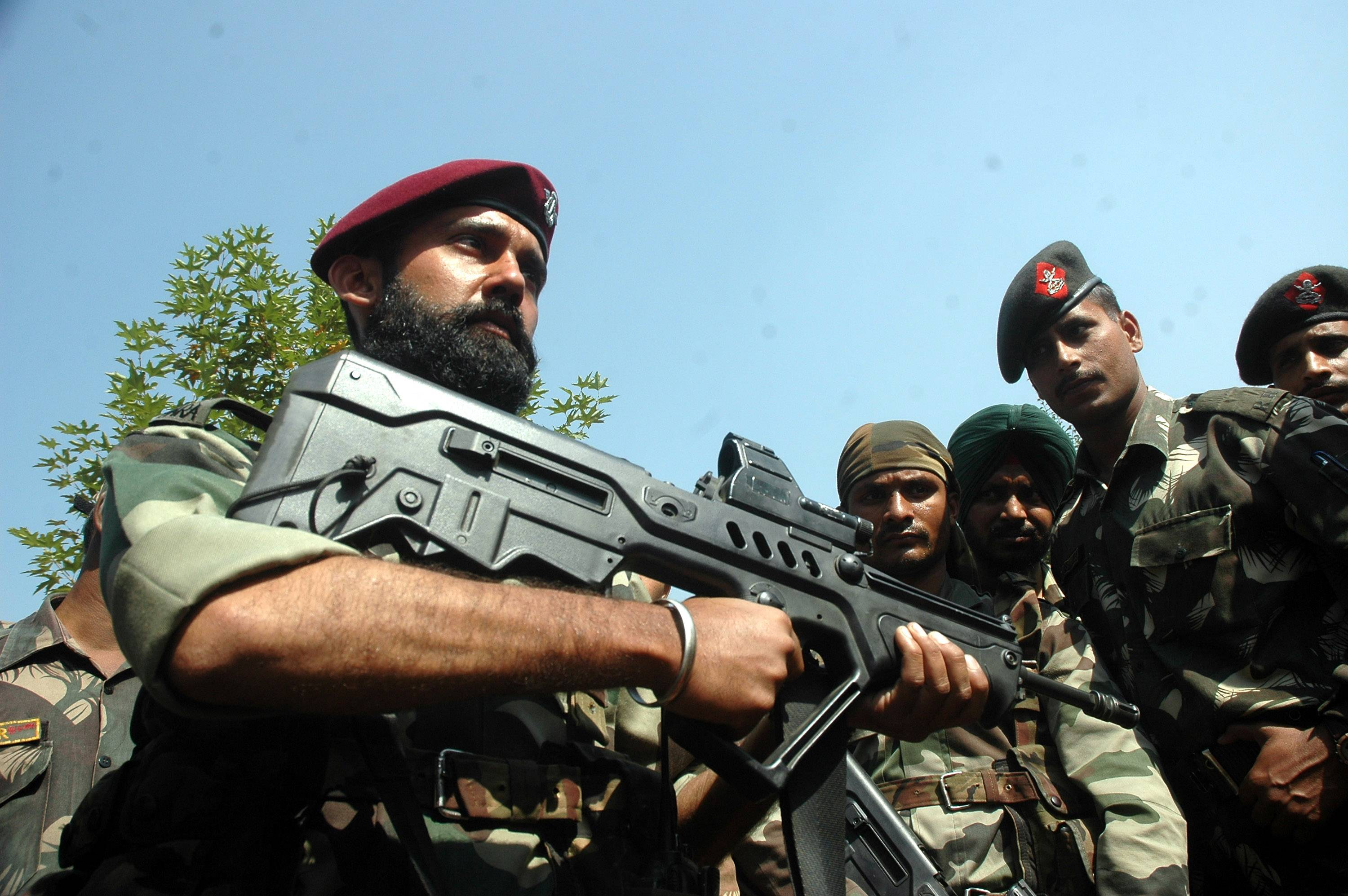
Солдаты индийской армии
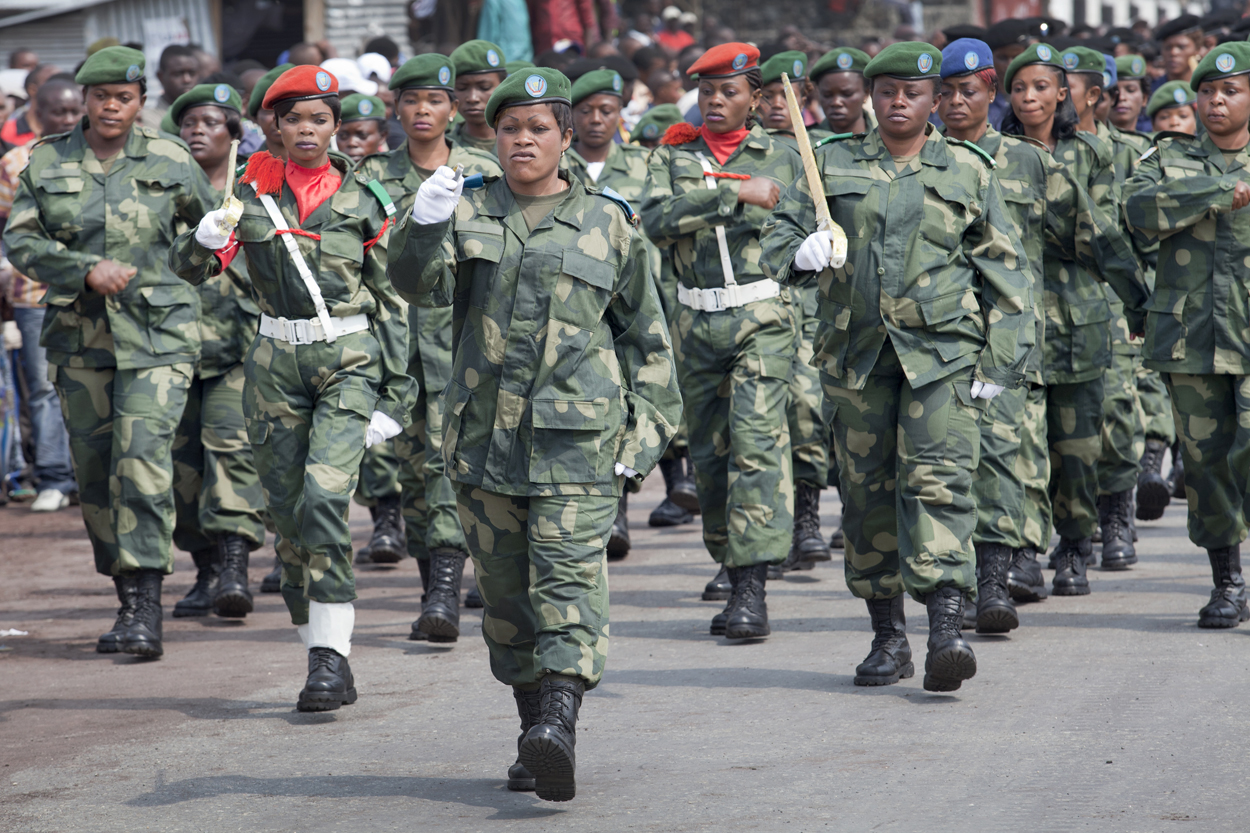
Конголезские солдаты-женщины
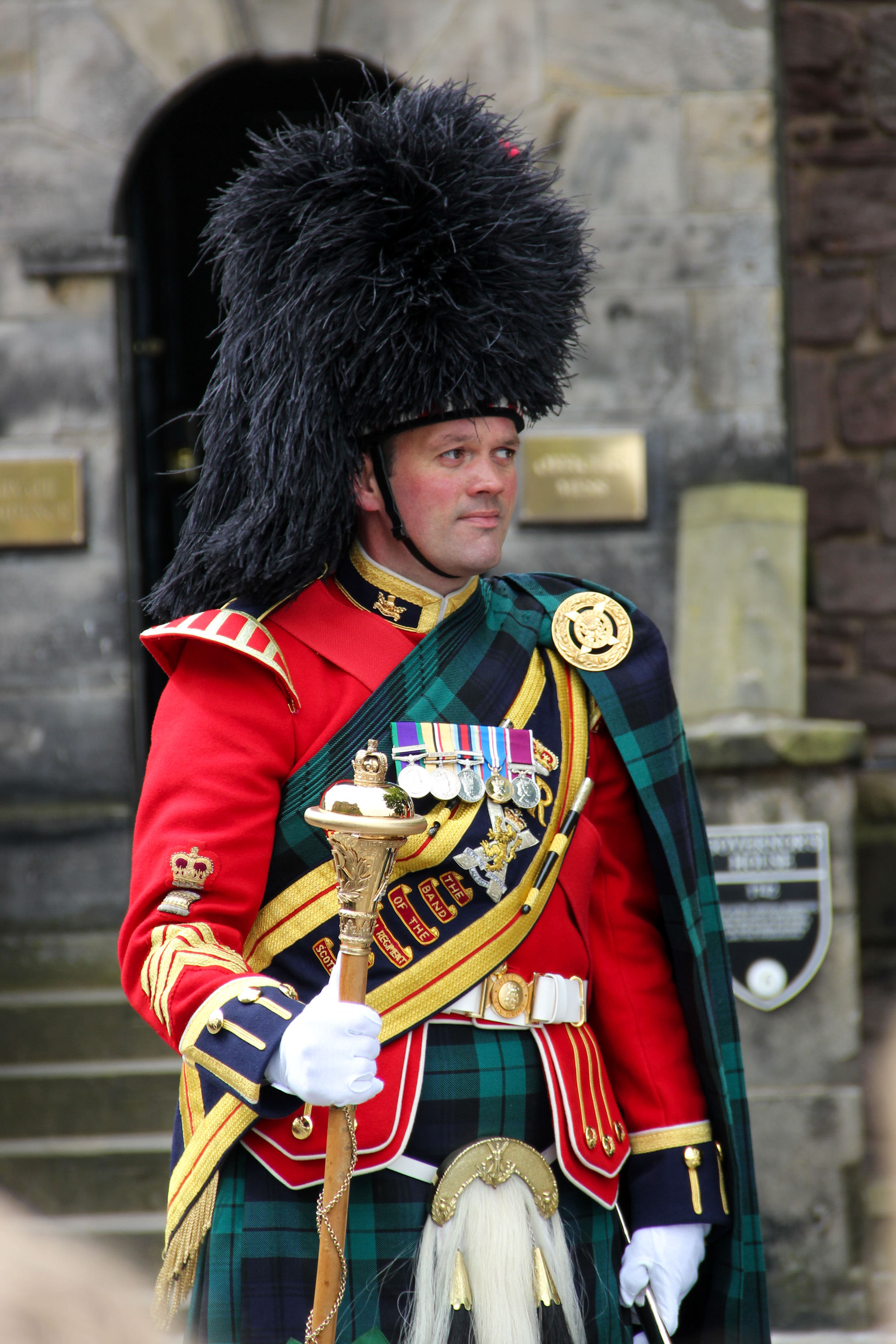
Солдат Королевского полка Шотландии
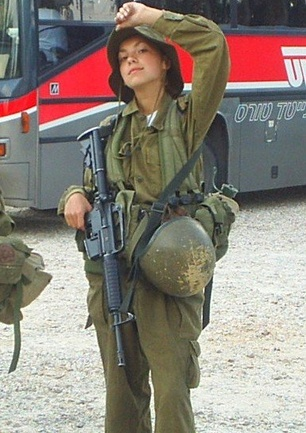
Израильская женщина-солдат
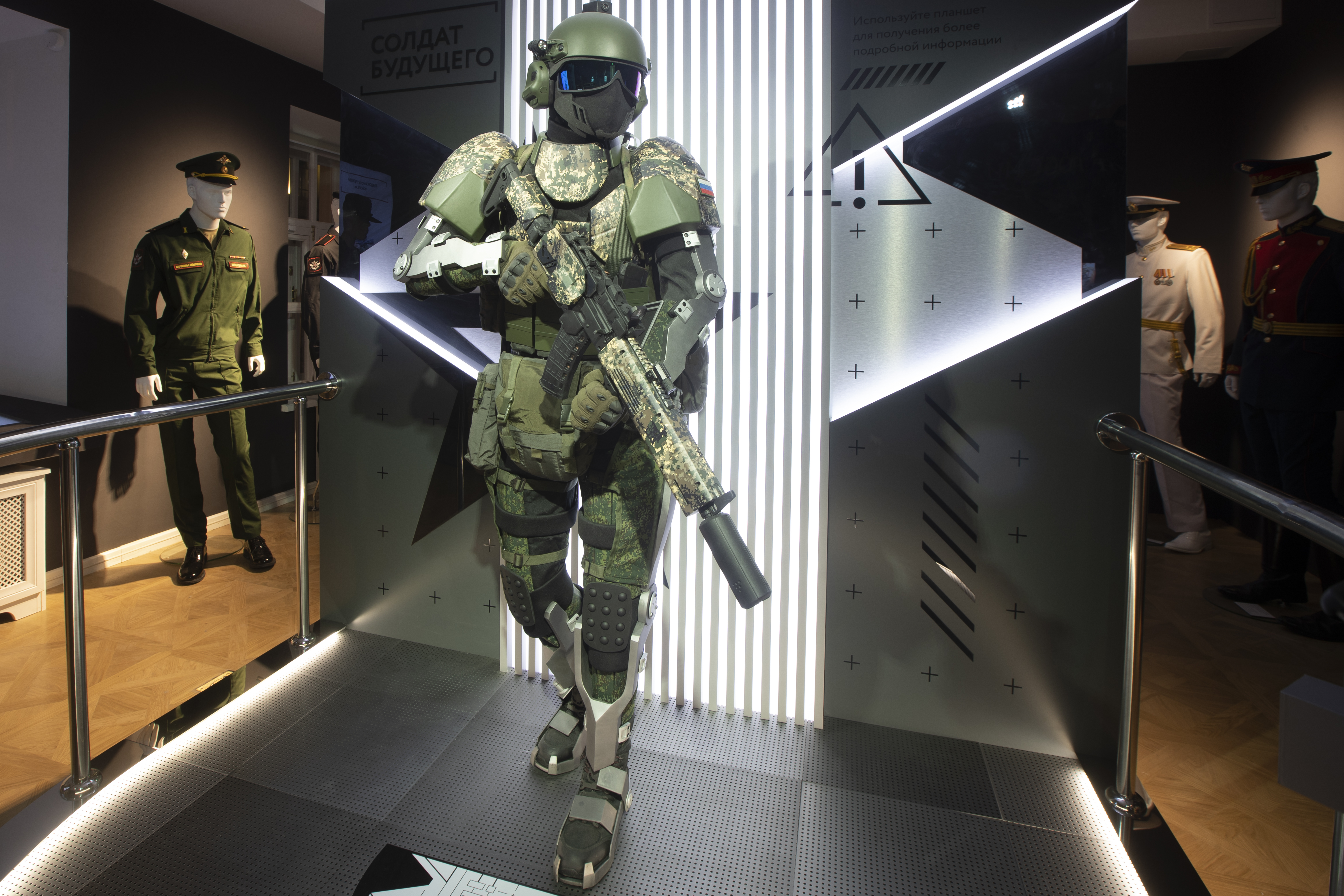
Фрагмент зала Армия России